# Hugo Descat
Hugo Descat (Párizs, 1992. augusztus 16. –) olimpiai és Európa-bajnok francia válogatott kézilabdázó, balszélső.

## Pályafutása
2011–2012-es szezonban az US Créteil csapatában játszva, első francia élvonalbeli szezonjában 19 évesen csapata legeredményesebbje tudott lenni. A következő évadban is csapata húzóembere volt, a bajnokságban 154 gólt szerezve a góllövőlista harmadik helyén végzett, ennek ellenére csapata kiesett a másodosztályba. A veretlenül megvívott szezon után egyből visszajutottak az élvonalba, ahol a stabil középcsapatban Descat továbbra is alapember maradt, rendre csapata leggólerősebb játékosa volt. 2017-ben csúszott vissza kieső helyre ismét a csapat, ekkor Descat a Bajnokok Ligájában szereplő román bajnok CS Dinamo Bucureștihez igazolt. 2019-ben szerződtette a francia bajnoki ezüstérmes, szintén BL-induló Montpellier. 2023-ban lett a magyar bajnok Telekom Veszprém KC játékosa.
Fiatal korától kezdve szerepelt a francia utánpótlás válogatottakban, első nemzetközi sikerét a 2009-es, Finnországban rendezett Európai Ifjúsági Olimpiai Fesztiválon aratta, amikor csapatával aranyérmet nyert. A felnőtt válogatottal 2021-ig kellett várnia, hogy világversenyen is bemutatkozhasson, az Egyiptomban rendezett világbajnokságon végül a negyedik helyet szerezték meg. A 2021-re halasztott olimpiára is utazhatott, ahol a csapat első számú büntetőlövője és 32 góljával csapatának – Nedim Remili mellett – leggólerősebb játékosa volt, így segítve csapatát az olimpiai bajnoki címhez. Descat a torna All Star csapatába is bekerült. 2024-ben Európa-bajnok lett.

## Sikerei, díjai
- Olimpiai bajnok: 2020
- Európa-bajnok: 2024
- Román bajnokság győztese: 2018, 2019
- Magyar bajnokság győztese: 2024, 2025
- Magyar kupagyőztes: 2024
- Olimpia All Star csapatának tagja: 2020